# Ana Mendes Godinho
Ana Mendes Godinho (Lisbona, 29 giugno 1972) è una giurista e politica portoghese, dal 2019 Ministro del Lavoro, della Solidarietà e della Previdenza Sociale del governo Costa II e riconfermata nel governo Costa III dopo essere stata in precedenza Segretaria di Stato del Turismo.

## Biografia
Ana Manuel Jerónimo Lopes Correia Mendes Godinho è nata nella capitale portoghese, Lisbona, nel giugno 1972. Ha un fratello minore. Ha frequentato il liceo al Colégio Mira Rio di Lisbona, un'istituzione privata legata all'Opus Dei. Si è laureata in Giurisprudenza presso la Facoltà di Giurisprudenza dell'Università di Lisbona e ha seguito studi post laurea in Diritto del Lavoro. 
Dopo un tirocinio legale, è diventata consulente legale del Ministero della Difesa Nazionale portoghese e, successivamente, della Direzione Generale del Turismo, tra il 1997 e il 2001. È un ispettore del lavoro qualificato e dal 2001 ha diretto il dipartimento per il supporto dell'attività ispettiva presso l'Autorità portoghese per le condizioni di lavoro (ACT). È stata vicepresidente dell'Autorità nazionale portoghese del turismo (Turismo de Portugal) e membro del consiglio di amministrazione di due società turistiche. Ha inoltre coordinato la laurea post laurea in Diritto del Turismo presso l'Università di Lisbona.

### Sottosegretaria per il Turismo
Mendes Godinho è stato vice e capo dello staff del Segretario di Stato per il Turismo, Bernardo Trindade, nel primo governo guidato dal Primo Ministro José Sócrates dal 2005. Ha rappresentato il Portogallo nel Comitato tecnico per il turismo e i servizi correlati dell'Organizzazione internazionale per la standardizzazione. Nel 2015 è diventata Segretario di Stato per il Turismo nel primo governo di António Costa.

### Ministro del Lavoro
Nel 2019, Mendes Godinho è diventata Ministro del Lavoro, della Solidarietà e della Previdenza Sociale nel secondo governo Costa.  È stata rinominata in tale posizione a seguito delle elezioni legislative portoghesi del 2022. Come ministro, ha introdotto una legislazione per vietare alle aziende in Portogallo di contattare i dipendenti al di fuori dell'orario di lavoro e farli sostenere i loro costi aggiuntivi di energia e comunicazione in base a quella che il Financial Times ha descritto come "una delle leggi più favorevoli ai dipendenti in Europa per regolare il lavoro a casa".

## Vita privata
Mendes Godinho è sposata e ha tre figli. Nel gennaio 2021, si è ripresa dall'infezione da COVID.